# Рассея
«Рассея» — восьмой студийный альбом группы «Любэ», выпущенный в 2005 году. Был записан музыкантами к 15-летнему юбилею ансамбля, а песня «По высокой траве» возглавила хит-парады.

## Создание альбома
По словам продюсера Игоря Матвиенко, альбом «Рассея» создавался с пониманием того, что это будет не самый коммерческий альбом «Любэ». Когда все композиции были уже записаны, Матвиенко предполагал возникновение разговоров о том, что музыканты исполняют заказ Кремля; возникли опасения, что такой альбом может навредить «Любэ», ведь принято считать, что если «Любэ» находится на границе между роком и поп-музыкой, то им нужно в принципе быть в оппозиции власти. Однако, по словам Матвиенко, никакого заказа не было.

## География песни
Корреспондент «Московского комсомольца» в ходе интервью задал Николаю Расторгуеву вопрос по поводу следующей строки: «Рассея, моя Рассея — от Волги до Енисея…» Куда же делись остальные части? Может, правильнее было бы петь по-другому: «Россия — ты моя отрада — от Камчатки до Калининграда…»? На что он ответил следующее:
Песня — это не исторический документ. Это всего-навсего музыкальное произведение. Просто такая получилась рифма поэтическая. Мы ни пяди своей земли не отдадим никому.
А вот что ответил автор текста, поэт-песенник Александр Шаганов, «Аргументам и фактам» на похожий вопрос:
Конечно, Россия гораздо шире. И Енисей, и Волга — два речных символа России, и в этой песне одна великая река передаёт привет другой. Поэтические произведения — это не урок географии.
Коллектив Мурзилки International написал песню-пародию, в которой куплет с вышеупомянутой строчкой выглядит так:
«От Волги до Енисея
Куда остальное девалось?».

## Рецензии
В своей рецензии Борис Барабанов называет "Рассею" — идеальным русским альбомом для взрослой аудитории.
В мире "Любэ" существует скорее не Россія, а именно Рассея — что-то вроде Средиземья, евразийская Нетландия с прекрасными витязями-казаками, отчаянными махновцами и героями-спецназовцами; самая хлесткая строчка альбома — "русские рубят русских". Эпический размах сюжетов подкреплен как всегда безупречной музыкой Игоря Матвиенко.
Песни "Рассеи" очень легко представить себе исполняемыми за столом 23 февраля или 9 мая, они быстро адаптируются для шестиструнки и точно ложатся в традиционный сценарий отечественного застолья. CD "Любэ" "Рассея" — в некотором смысле идеальный русский альбом для взрослой аудитории, там есть все — от раздольных танцевальных треков до "Гимна России"
Владимир Басков, из InterMedia
Открывает пластинку композиция 'От Волги до Енисея'. В музыкальном плане она представляет собой классический 'любэ-хит'. Среди инструментов есть и баян, и балалайка - самое то для застолья. Правда, весьма свежо звучит старая песня 'Батька Махно'. И не совсем старые, но тоже уже выпускавшиеся 'Березы'. Любопытно смотрятся дуэты. 'Ясный сокол' исполняется вместе с Николаем Фоменко и Сергеем Мазаевым, 'По высокой траве' - с офицерами группы 'Альфа', а 'Мой конь' - с кинорежиссёром государственного значения Никитой Михалковым. 'Гимн России' в несколько игривой рок-обработке. В начале композиции 'Многая лета Русской земле' звучат гусли. Местами такое 'программирование' слушателей не может не восхитить.

## Список композиций
Вся музыка написана И. Матвиенко, кроме 4 и 10 треков.
| №                   | Название                                        | Текст песни                          | Длительность |
| ------------------- | ----------------------------------------------- | ------------------------------------ | ------------ |
| 1.                  | «От Волги до Енисея»                            | А. Шаганов                           | 3:42         |
| 2.                  | «Русские»                                       | М. Андреев                           | 3:37         |
| 3.                  | «Батька Махно»                                  | А. Шаганов                           | 2:59         |
| 4.                  | «Ясный сокол» (исп. с Н. Фоменко и C. Мазаевым) | П. Жагун                             | 3:23         |
| 5.                  | «Сестра»                                        | на основе стихотворения С. Копыткина | 3:28         |
| 6.                  | «Мой конь» (исп. с Н. Михалковым)               | Н. Туроверов                         | 2:26         |
| 7.                  | «Не смотри на часы»                             | П. Жагун                             | 3:30         |
| 8.                  | «По высокой траве» (исп. с офицерами «Альфа»)   | Ю. Гладкевич                         | 4:24         |
| 9.                  | «Многая лета Русской земле»                     | А. Шаганов                           | 4:18         |
| 10.                 | «Гимн России»                                   | C. Михалков                          | 3:27         |
| 11.                 | «Берёзы» (исп. с С. Безруковым)                 | М. Андреев                           | 2:51         |
| Общая длительность: | Общая длительность:                             | Общая длительность:                  | 38:05        |

Видео:
- По высокой траве (И. Матвиенко / Ю. Гладкевич) режиссёр О. Гусев
- Березы (И. Матвиенко / М. Андреев) режиссёр В. Бледнов

Зарубежное издание:
В 2005 году альбом «Рассея» был выпущен болгарским лейблом «Synny Music» при содействии радио «Дарик» и телеканала ББТ.
Переиздания:
Юбилейное издание, выпущенное к 25-летию группы без изменения треклиста альбома. Издание выпущено на LP-носителях (винил) в 2014 г., а также на CD в 2015 г.

## Участники записи

### Любэ
- Николай Расторгуев — вокал, акустическая гитара
- Юрий Рыманов — гитара
- Алексей Хохлов — гитара
- Виталий Локтев — клавишные
- Александр Ерохин — ударные
- Павел Усанов — бас-гитара
- Анатолий Кулешов — хормейстер, бэк-вокал (тенор)
- Алексей Тарасов — бэк-вокал (бас)

### Дополнительные музыканты
- Николай Фоменко, Сергей Мазаев — вокал в песне «Ясный сокол»
- Никита Михалков — вокал в песне «Мой конь»
- Сергей Безруков — вокал в песне «Берёзы»
- Офицеры группы «Альфа» — вокал в песне «По высокой траве»
- Николай Девлет-Кильдеев — гитара, балалайка
- Александр Венгеров — гитара
- Сергей Войтенко — баян
- Антон Чердакли — домра
- Захария Салливан — барабаны
- Сергей Старостин — гусли
- Ансамбль солистов — дирижёр Игорь Контюков

### Производство
- Игорь Матвиенко — продюсер, художественный руководитель, аранжировка
- Игорь Матвиенко, Николай Девлет-Кильдеев, Александр Александров — авторы музыки
- Александр Шаганов, Михаил Андреев, Павел Жагун, Николай Туроверов, Юрий Гладкевич (Беридзе), Сергей Михалков, Сергей Копыткин — авторы стихов
- Игорь Полонский (1—9, 11), Алексей Белов (10) — саунд-дизайн
- Александр Панфилов — звукоинженер
- Владимир Овчинников, Ян Миренский, Николай Цветков — звукорежиссёры, запись и сведение
- Андрей Субботин — мастеринг
- Олег Головко — директор группы
- Юрий Земский, Ирина Масленникова — административная группа
- DirectDesign — дизайн